# Ławica Saya de Malha

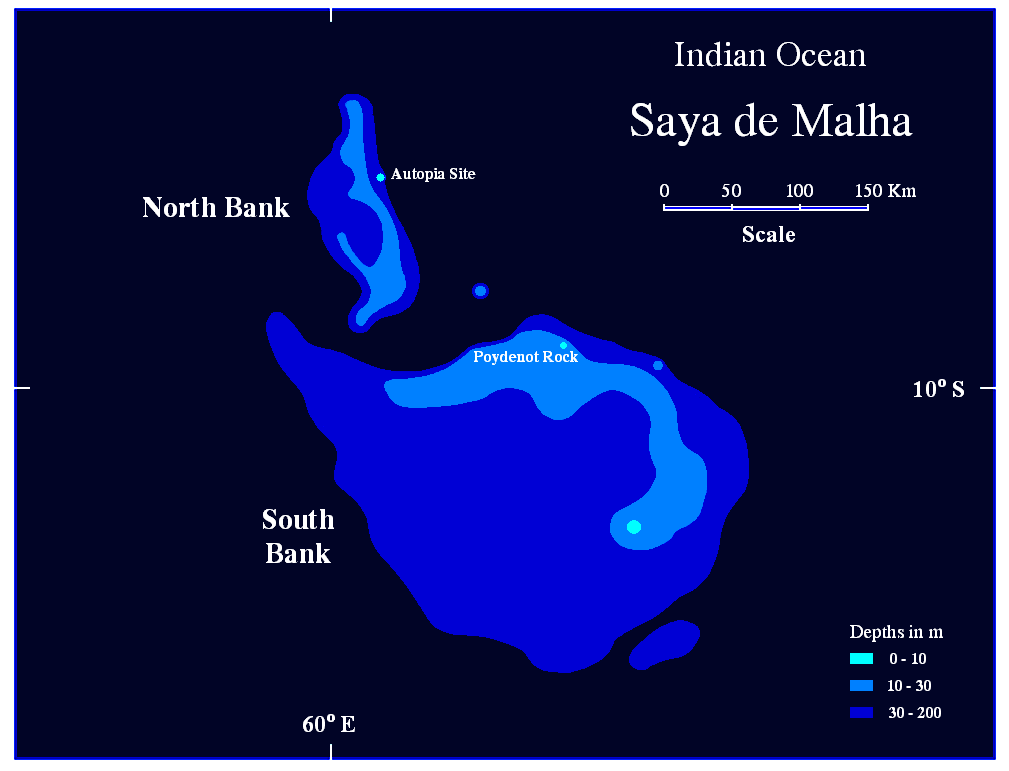
Mapa ławicy

Saya de Malha Bank – ławica położona na Oceanie Indyjskim. Stanowi część podwodnego Grzbietu Maskareńskiego.
Położona na wschód od Madagaskaru, na południowy wschód od Seszeli i na północ od Nazareth Bank, ławicy Cargados Carajos i wyspy Mauritius, głównie na wodach międzynarodowych. Najbliższym lądem jest niewielka wyspa Agaléga (jedna z zewnętrznych wysp Mauritiusa), około 300 km na zachód, a następnie seszelska wyspa Coëtivy, około 400 km (250 mil) na północny zachód. Mauritius zarządza całą ławicą ponieważ częściowo leży ona w jego wyłącznej strefie ekonomicznej.
Ławica zajmuje powierzchnię 40 808 km² (15 756 mil kwadratowych) i składa się z dwóch oddzielnych struktur, mniejszej części północnej (zwanej także Ritchie Bank) i ogromnej części południowej. Gdyby część południowa została uznana za zatopiony atol, byłby to największy atol na świecie, prawie trzy razy większy niż Wielka Ławica Czagos, powszechnie uważana za największą strukturę atolu na świecie. Nawet mniejsza część północna byłaby jednym z największych atoli na świecie. Obie części wydają się mieć różne pochodzenie geologiczne, ponieważ są oddzielone przez uskok.
Południowa część Saya de Malha składa się z szeregu mniejszych, wąskich ławic o głębokości od 17 do 29 m na krawędzi. Są one ułożone w półokrągły kształt, wokół przestrzeni, dawnej laguny, o głębokości około 73 m, która obniża się na południowym zachodzie. Niektóre obszary są płytkie, poniżej 10 m pod powierzchnią. Najbardziej znane płytkie miejsca to Skała Poydenot, położona na głębokości 8 m, i nienazwane miejsce 145 km dalej na północny zachód, o głębokości 7 m. Ławice porośnięte są trawą morską przeplataną małymi rafami koralowymi. Ze względu na swoje odległe położenie ławica należy do najmniej zbadanych płytkich ekoregionów morskich na naszej planecie. Jest wylęgarnią wielorybów: humbaków i płetwali błękitnych.
Ławica została utworzona ok. 35 milionów lat temu przez plamę gorąca Réunion i składa się ze skał bazaltowych i wapieni. Znajdujące się na płaskowyżu wapienne krawędzie to pozostałości raf koralowych. Miliony lat temu Saya de Malha była jedną lub kilkoma górzystymi wyspami wulkanicznymi, takimi jak dzisiejsze Mauritius i Reunion, które następnie pogrążyły się w oceanie. Niektóre z części ławicy mogły być niskimi wyspami jeszcze 18 000–6 000 lat temu, kiedy poziom mórz był do 130 m niższy podczas ostatniej epoki lodowcowej.
Zgłaszano pomysły wybudowania na ławicy sztucznej wyspy, Autopii. W 2003 zamontowano na głębokości 11 metrów konstrukcje stalowe i planowano powołanie micronation o tej samej nazwie. Mauritius oświadczył iż rości sobie prawa do ławicy (podobnie jak Tonga do byłej Republiki Minervy).